# Mylothris alberici
Mylothris alberici is een vlindersoort uit de familie van de Pieridae (witjes), onderfamilie Pierinae.
Mylothris alberici werd in 1940 beschreven door Dufrane.